# Martin Müller-Reinhart
Martin Müller-Reinhart, né le 15 novembre 1954 à Soleure et mort le 11 mars 2009 à Paris, est un peintre,  sculpteur et graveur suisse.

## Biographie

### Jeunesse et formation
Après son baccalauréat passé à Berne (1974), Martin Müller-Reinhart fait l’apprentissage des techniques de la taille-douce et de la lithographie, ainsi que la fabrication du papier à la main, de 1975 à 1977 à Locarno, dans l’atelier de François Lafranca.

### Installation à Paris
En 1977, après un séjour au Centre genevois de la gravure contemporaine, il  s'installe à Paris où il commence son œuvre gravé à l'atelier Lacourière-Frélaut, produisant 1 100 plaques gravées de 1977 à 1995, une « géométrie inquiète » qui compose une exigence de rigueur et un besoin de se libérer des structures coercitives par de nouvelles architectures.
Il va travailler à Paris de 1977 jusqu'à sa mort en 2009, pratiquant aussi bien la peinture que la gravure ou la sculpture. Il est exposé dans des galeries en Suisse, en France, en Belgique et au Canada où il est représenté.
En 1997, il est le premier lauréat du Club du mécénat suisse en France pour un projet d’édition avec la galerie Éric Devlin de Montréal, projet qui regroupe 674 plaques de cuivre sur 50 feuilles de papier Arches. Ses talents de graveur l'amènent à travailler pour des artistes comme Aurélie Nemours, Olivier Debré ou Bernar Venet.

### Réalisations
L’artiste compte parmi ses œuvres in situ plusieurs installations d’envergure ; il est notamment l’un des premiers artistes, avec son compatriote de Soleure Reto Emch, à investir en 1989 la chapelle Saint-Louis de l’hôpital de la Salpêtrière à Paris. Il participe à L’Art dans les chapelles. Art contemporain & patrimoine en 2002, où il propose des « dialogues d'espace » dans la chapelle Notre-Dame du Moustoir. 

Il est invité à investir l’église du Gesù de Montréal en 2009, où il présente 5M3, à la fois lieu sacré et « antichambre de l’Énigme ». Il déclare à propos de cette œuvre : 

« Par notre position dans l’espace, nous créons l’architecture qui nous entoure. Par notre regard, nous la faisons varier, nous la redimensionnons. En pénétrant l’espace 5M3, le visiteur entre en dialogue avec ses dimensions extérieures inattendues dans ce lieu sacré ; il éprouve un espace fermé aux ouvertures cachées et le parcourant, il établit aussi un dialogue avec ses propres dimensions intérieures. La lumière et l’obscurité se répondent, le temps et l’espace se mêlent, l’humain revisite sa propre position d’homme sur la terre. »

Il est invité à réaliser un livre d'artiste à l'Atelier circulaire (à Montréal), par le graveur Louis-Pierre Bougie. Il est également invité pour deux résidences d'artiste, en 2006 et 2008, à l'université du Québec à Chicoutimi par le théoricien d'art Michaël La Chance ; un film a été réalisé par Noémie Payant-Hébert à la suite d'entretiens.

#### Ouvrages
- Reto Emch, Martin Müller-Reinhart, La Chapelle Saint-Louis de la Salpêtrière, Paris, 1989, 28 p.
- Alfred Maurer, Martin Müller-Reinhart Raumbilder, Atelierbesuch 3, Galerie Impress, Olten, 1996
- Annelise Zwez, Jurg Hugentobler, Rita Baumgartner, Martin Müller-Reinhart, Anita Breiter, Kunstverein Solothurne, 1998, 36 p.
- Bernard Delhaye, Olivier Delavallade, et al., L’Art dans les chapelles, 2002, photographies François Talairach, 2002, 48 p.
- Lara Blanchy, Les Expositions d'art contemporain dans les lieux de culte, éditions Complicités, 2004, p. 57.
- Reinhold Hohl, Olivier Delavallade, Martin Müller-Reinhart, Wegstrecke/Trajectoire, Benteli, 2004, 184 p.

#### Articles
- Michaël La Chance, « Espacements en T », Spirale, 129, décembre 1993 - janvier 1994, p. 7.
- Michaël La Chance, « Théoesthétique de l’obscur », Revue d'esthétique, 37, « De la lumière », 2000, p. 75-81.
- Köbi Gantenbein, « Couleurs profondes ciel foncé », in Miroir noir Martin Müller-Reinhart, Greiben Verlag, 2002, 40 p.
- Michaël La Chance, « Une antichambre de l’énigme », Protée, Revue internationale de théories et pratiques sémiotiques, vol. 36, n° 3, hiver 2008- printemps 2009, p. 59-60.
- Michaël La Chance, « Martin Müller-Reinhart's Sanctified Spaces », Print Quartely, XXXIII, 2016, 1, p. 82-86.

### Filmographie
- Martin Müller-Reinhart de Noémie Payant-Hébert et Etienne Boulanger, production Cameras, Chicoutimi, 2006.